# Donautårnet
Donautårnet (Donauturm) er et tårn i Wien beliggende midt i Donauparken, som blev konstrueret til et havemarked i Wiens 22. bydel nær Donaus nordlige bred. Tårnet blev tegnet i 1964 af arkitekt Hannes Lintl i anledning af Wiens internationale haveshow (WIG 64). Siden da er det blevet en del af Wiens skyline og et populært udkigspunkt og turistattraktion. Med en højde på 252 meter er det den højeste bygning i Østrig og dermed i Wien. 776 trin leder op til dets udkigsplatform, som ligger i en højde af 150 meter. Platformen kan endvidere nås via to ekspreselevatorer, som det tager besøgende 35 sekunder at komme op med. Platformen bliver også brugt til bungee jumping i løbet af sommeren.
To restauranter er placeret i en højde af henholdsvis 160 0g 170 meter, som tilbyder et varieret udsyn over Østrigs hovedstad, da de er indrettet som drejerestauranter, hvilket vil sige, at restauranten drejer rundt om tårnet. Det tager enten 26, 39 eller 52 minutter pr omdrejning.
Donautårnet bærer antenner til mobiltelefonnetværk, radiostationer og andre radiokommunikationsservicer. På trods af dets lighed med TV-tårne bruges det ikke til TV-fonering – en stor TV-sender for Wien-området er placeret på Kahlenberg.